# コムーネ
コムーネ（伊: comune）は、イタリア語で「共同体」の意味を指す用語であり、現代ではイタリアの自治体の最小単位の組織（基礎自治体）である。
スイスのイタリア語圏でも基礎自治体を「コムーネ」と呼ぶ（詳細はスイスの基礎自治体を参照）ほか、ノルウェーの基礎自治体も「コムーネ」と呼ばれる。

## 解説
イタリアの自治体には、日本の市町村のような規模による区別はない。人口200万人を超えるローマのような都市も、バローロのような1,000人以下の村もすべて「コムーネ」である（ただし、「都市」の称号を名乗ることが認められるコムーネがある）。そのため日本語に訳す場合には「ローマ」や「バローロ村」のように日本の自治体の規模に合わせて翻訳される。この点はフランスのコミューンと同様である。コムーネの代表（首長）は、シンダコ（sindaco）と呼ばれる。
2011年10月9日時点のイタリアのコムーネの数は、イタリア国立統計研究所によると8,092である。21世紀に入って以降、コムーネの統廃合が進められている。日本（面積はイタリアの約1.25倍）と比べれば昭和の大合併以前の市町村数（約1万）と比肩しうる。
中世・近世の西洋史の研究では、イタリア中部・イタリア北部地域に存在した自治都市の都市共同体が存在して、コムーネと呼ばれた。自治都市コムーネは都市の有力市民、地区やギルドの代表によって運営され、都市とその郊外農村地域を統治していた。現代イタリアのコムーネ自治は自治都市の伝統を基礎としているといわれる。

## 中世におけるコムーネ

### 成立要素
イタリアの中世都市はその大部分がローマ都市を起源としており、大多数の都市には地中海商業（ただし、古代のものと中世のそれは異なる。詳しくは後述）が伝統としてあった。しかし中世初期のそれがビザンティウム中心の東地中海の商業網と地中海の南岸及び西地中海を覆うイスラム商業網があったが、時代が進むにつれて商業の動脈が内陸へと移って行った。10世紀にアマルフィ、パレルモ、ヴェネツィアは商業圏の発展に伴って成長した。このようにして都市には経済的中心地としての機能が備わり、これには帝国崩壊後の支配者たちも着目した。やがて都市は城砦を持つ中心地となった。これらの中世都市の中枢機関が過去のローマ市内の範囲であり、都市発展の連続性が暗示されている。また支配者が頻繁に変わったにもかかわらず司教とその信徒の関係性に大きな変化が起きなかったため、9世紀から10世紀のイタリアでは、特に東方のマジャール人と南方のイスラーム勢力から身を守るために司教の周りに人々が集結し、司教は精神だけではなく都市の秩序を守る存在となった。

コムーネの成立には教会の権威が権力者の没落により上昇し、銀貨の品位が司教によって決められるようになった。また、司教権力の増大で都市市民の発言力が増大した。コムーネが出てきたのは11世紀末から12世紀初期で、平和団体であったものが恒常的統治機関となり、その際農村、都市に社会的変容を齎した民衆的宗教運動が重要な役割を果たした。特に積極的に動いたのが商人的市民と周辺の土地所有者層であった。領有国家の概念としてコムーネの発展に重要であったのが「コンタード」という概念で、伯の支配領域という意味であったが、これは伯にとっての伯領と同様都市コムーネにとっても司教区の範囲は支配下に入るという考え方である。

## コムーネの規模による一覧

### 人口
2011年時点の統計データに基づく、人口上位20位のコムーネは以下の通り（it:Comuni d'Italia per popolazioneも参照）。
|    | コムーネ                   | 州                                 | 県                     | 人口      |
| -- | -------------------------- | ---------------------------------- | ---------------------- | --------- |
| 1  | ローマ                     | ラツィオ州                         | ローマ県               | 2,617,175 |
| 2  | ミラノ                     | ロンバルディア州                   | ミラノ県               | 1,242,123 |
| 3  | ナポリ                     | カンパニア州                       | ナポリ県               | 962,003   |
| 4  | トリノ                     | ピエモンテ州                       | トリノ県               | 872,367   |
| 5  | パレルモ                   | シチリア州                         | パレルモ県             | 657,561   |
| 6  | ジェノヴァ                 | リグーリア州                       | ジェノヴァ県           | 586,180   |
| 7  | ボローニャ                 | エミリア＝ロマーニャ州             | ボローニャ県           | 371,337   |
| 8  | フィレンツェ               | トスカーナ州                       | フィレンツェ県         | 358,079   |
| 9  | バーリ                     | プーリア州                         | バーリ県               | 315,933   |
| 10 | カターニア                 | シチリア州                         | カターニア県           | 293,902   |
| 11 | ヴェネツィア               | ヴェネト州                         | ヴェネツィア県         | 261,362   |
| 12 | ヴェローナ                 | ヴェネト州                         | ヴェローナ県           | 252,520   |
| 13 | メッシーナ                 | シチリア州                         | メッシーナ県           | 243,262   |
| 14 | パドヴァ                   | ヴェネト州                         | パドヴァ県             | 206,192   |
| 15 | トリエステ                 | フリウリ＝ヴェネツィア・ジュリア州 | トリエステ県           | 202,123   |
| 16 | ターラント                 | プーリア州                         | ターラント県           | 200,154   |
| 17 | ブレシア                   | ロンバルディア州                   | ブレシア県             | 189,902   |
| 18 | プラート                   | トスカーナ州                       | プラート県             | 185,456   |
| 19 | レッジョ・ディ・カラブリア | カラブリア州                       | レッジョ・カラブリア県 | 180,817   |
| 20 | モデナ                     | エミリア＝ロマーニャ州             | モデナ県               | 179,149   |

同データに基づく、人口下位10位は以下の通り（it:Ultimi 100 comuni italiani per popolazioneも参照）。
|    | コムーネ         | 州               | 県               | 人口 |
| -- | ---------------- | ---------------- | ---------------- | ---- |
| 1  | ペデジーナ       | ロンバルディア州 | ソンドリオ県     | 30   |
| 2  | モルテローネ     | ロンバルディア州 | レッコ県         | 34   |
| 3  | モンチェニージオ | ピエモンテ州     | トリノ県         | 42   |
| 4  | メナローラ       | ロンバルディア州 | ソンドリオ県     | 46   |
| 5  | チェルヴァット   | ピエモンテ州     | ヴェルチェッリ県 | 48   |
| 5  | ブリーガ・アルタ | ピエモンテ州     | クーネオ県       | 48   |
| 7  | イングリア       | ピエモンテ州     | トリノ県         | 49   |
| 8  | マクラ           | ピエモンテ州     | クーネオ県       | 52   |
| 9  | サッビア         | ピエモンテ州     | ヴェルチェッリ県 | 57   |
| 10 | マッセッロ       | ピエモンテ州     | トリノ県         | 58   |

### 面積
2011年時点の統計データに基づく、面積上位20位のコムーネは以下の通り（it:Primi 100 comuni italiani per superficieも参照）。
|    | コムーネ                 | 州                     | 県                                 | 面積 km2 |
| -- | ------------------------ | ---------------------- | ---------------------------------- | -------- |
| 1  | ローマ                   | ラツィオ州             | ローマ県                           | 1,287.36 |
| 2  | ラヴェンナ               | エミリア＝ロマーニャ州 | ラヴェンナ県                       | 653.82   |
| 3  | チェリニョーラ           | プーリア州             | フォッジャ県                       | 593.93   |
| 4  | ノート                   | シチリア州             | シラクーザ県                       | 554.99   |
| 5  | サッサリ                 | サルデーニャ州         | サッサリ県                         | 547.04   |
| 6  | モンレアーレ             | シチリア州             | パレルモ県                         | 530.18   |
| 7  | グッビオ                 | ウンブリア州           | ペルージャ県                       | 525.78   |
| 8  | フォッジャ               | プーリア州             | フォッジャ県                       | 509.26   |
| 9  | ラクイラ                 | アブルッツォ州         | ラクイラ県                         | 473.91   |
| 10 | グロッセート             | トスカーナ州           | グロッセート県                     | 473.55   |
| 11 | ペルージャ               | ウンブリア州           | ペルージャ県                       | 449.51   |
| 12 | ラグーザ                 | シチリア州             | ラグーザ県                         | 444.67   |
| 13 | アルタムーラ             | プーリア州             | バーリ県                           | 431.38   |
| 14 | カルタニッセッタ         | シチリア州             | カルタニッセッタ県                 | 421.25   |
| 15 | ヴェネツィア             | ヴェネト州             | ヴェネツィア県                     | 415.90   |
| 16 | ヴィテルボ               | ラツィオ州             | ヴィテルボ県                       | 406.23   |
| 17 | フェラーラ               | エミリア＝ロマーニャ州 | フェラーラ県                       | 405.16   |
| 18 | アンドリア               | プーリア州             | バルレッタ＝アンドリア＝トラーニ県 | 402.89   |
| 19 | マテーラ                 | バジリカータ州         | マテーラ県                         | 392.09   |
| 20 | チッタ・ディ・カステッロ | ウンブリア州           | ペルージャ県                       | 387.32   |

同データに基づく、面積下位10位は以下の通り（it:Ultimi 100 comuni italiani per superficieも参照）。
|    | コムーネ                       | 州                                   | 県             | 面積 km2 |
| -- | ------------------------------ | ------------------------------------ | -------------- | -------- |
| 1  | アトラーニ                     | カンパニア州                         | サレルノ県     | 0.12     |
| 2  | フィエーラ・ディ・プリミエーロ | トレンティーノ＝アルト・アディジェ州 | トレント自治県 | 0.15     |
| 3  | ミアリアーノ                   | ピエモンテ州                         | ビエッラ県     | 0.66     |
| 4  | クローザ                       | ピエモンテ州                         | ビエッラ県     | 1.01     |
| 5  | フィオラーノ・アル・セーリオ   | ロンバルディア州                     | ベルガモ県     | 1.06     |
| 6  | コンカ・デイ・マリーニ         | カンパニア州                         | サレルノ県     | 1.13     |
| 7  | ダレ                           | トレンティーノ＝アルト・アディジェ州 | トレント自治県 | 1.16     |
| 8  | ロッカフィオリータ             | シチリア州                           | メッシーナ県   | 1.17     |
| 9  | ソルツァ                       | ロンバルディア州                     | ベルガモ県     | 1.23     |
| 10 | マズリアーニコ                 | ロンバルディア州                     | コモ県         | 1.29     |

### 人口密度
2011年時点の統計データに基づく、人口密度上位20位のコムーネは以下の通り。
|    | コムーネ                         | 州               | 県         | 人口密度 人/km2 |
| -- | -------------------------------- | ---------------- | ---------- | --------------- |
| 1  | カザヴァトーレ                   | カンパニア州     | ナポリ県   | 12,224.41       |
| 2  | ポルティチ                       | カンパニア州     | ナポリ県   | 12,109.93       |
| 3  | サン・ジョルジョ・ア・クレマーノ | カンパニア州     | ナポリ県   | 11,088.57       |
| 4  | メリート・ディ・ナーポリ         | カンパニア州     | ナポリ県   | 9,688.36        |
| 5  | ナポリ                           | カンパニア州     | ナポリ県   | 8,082.48        |
| 6  | フラッタミノーレ                 | カンパニア州     | ナポリ県   | 7,660.57        |
| 7  | ブレッソ                         | ロンバルディア州 | ミラノ県   | 7,601.70        |
| 8  | アルツァーノ                     | カンパニア州     | ナポリ県   | 7,422.76        |
| 9  | アトラーニ                       | カンパニア州     | サレルノ県 | 7,354.89        |
| 10 | カルディート                     | カンパニア州     | ナポリ県   | 6,957.58        |
| 11 | ミラノ                           | ロンバルディア州 | ミラノ県   | 6,837.15        |
| 12 | トリノ                           | ピエモンテ州     | トリノ県   | 6,709.94        |
| 13 | ムニャーノ・ディ・ナーポリ       | カンパニア州     | ナポリ県   | 6,575.70        |
| 14 | セスト・サン・ジョヴァンニ       | ロンバルディア州 | ミラノ県   | 6,540.05        |
| 15 | カゾーリア                       | カンパニア州     | ナポリ県   | 6,483.25        |
| 16 | コルシコ                         | ロンバルディア州 | ミラノ県   | 6,284.70        |
| 17 | グルーモ・ネヴァーノ             | カンパニア州     | ナポリ県   | 6,255.25        |
| 18 | カザルヌオーヴォ・ディ・ナーポリ | カンパニア州     | ナポリ県   | 6,205.77        |
| 19 | クザーノ・ミラニーノ             | ロンバルディア州 | ミラノ県   | 6,134.40        |
| 20 | アヴェルサ                       | カンパニア州     | カゼルタ県 | 5,970.44        |

同データに基づく、人口密度下位10位は以下の通り。
|    | コムーネ               | 州                   | 県                 | 人口密度 人/km2 |
| -- | ---------------------- | -------------------- | ------------------ | --------------- |
| 1  | ブリーガ・アルタ       | ピエモンテ州         | クーネオ県         | 0.92            |
| 2  | アルジェンテーラ       | ピエモンテ州         | クーネオ県         | 1.04            |
| 3  | アッチェーリオ         | ピエモンテ州         | クーネオ県         | 1.15            |
| 4  | レーム＝ノートル＝ダム | ヴァッレ・ダオスタ州 |                    | 1.31            |
| 5  | ヴァルサヴァランシュ   | ヴァッレ・ダオスタ州 |                    | 1.35            |
| 6  | カッレーガ・リーグレ   | ピエモンテ州         | アレッサンドリア県 | 1.50            |
| 7  | バルメ                 | ピエモンテ州         | トリノ県           | 1.51            |
| 8  | マッセッロ             | ピエモンテ州         | トリノ県           | 1.52            |
| 9  | ラッサ                 | ピエモンテ州         | ヴェルチェッリ県   | 1.53            |
| 10 | リボルドーネ           | ピエモンテ州         | トリノ県           | 1.54            |

## イタリア以外の「コムーネ」
イタリア以外、以下の国においても「コムーネ」と転記される行政区画を有する。
| 国および地域 | 国および地域 | 呼称（原綴は英語版にリンク） | 注釈                                                                        |
| ------------ | ------------ | ---------------------------- | --------------------------------------------------------------------------- |
| スイス       | スイス       | コムーネ comune              | イタリア語圏においての名称                                                  |
| ノルウェー   | ノルウェー   | コムーネ kommune             | ノルウェー語 (ブークモール): kommuner ノルウェー語 (ニーノシュク): kommunar |

フランスの基礎自治体「コミューン」commune、スウェーデンの基礎自治体「コミューン」 kommun （その他「コミューン (曖昧さ回避)」も参照）、デンマークの基礎自治体「コムーナ」 kommuner なども同根の語である。